# Островное (Оренбургская область)
Островно́е — село в Саракташском районе Оренбургской области России. Входит в состав Новочеркасского сельсовета.

## География
Село находится на северо-востоке центральной части Оренбургской области, в степной зоне, на берегах рек Гнилая и Островянка, при автотрассе М5, на расстоянии примерно 32 км (по прямой) к юго-западу от Саракташа, административного центра района. Абсолютная высота — 113 м над уровнем моря.
Климат
Климат характеризуется как резко континентальный с продолжительной морозной зимой и относительно коротким жарким сухим летом. Средняя температура воздуха самого тёплого месяца (июля) — 20 — 22 °C; самого холодного (января) — −16 — −15,5 °C. Среднегодовое количество атмосферных осадков составляет 350—450 мм.
Часовой пояс
Село Островное, как и вся Оренбургская область, находится в часовой зоне МСК+2. Смещение применяемого времени относительно UTC составляет +5:00.

## Население
| 2010 |
| ---- |
| 456  |

Половой состав
По данным Всероссийской переписи населения 2010 года, в половой структуре населения мужчины составляли 46,1 %, женщины — соответственно 53,9 %.
Национальный состав
Согласно результатам переписи 2002 года, в национальной структуре населения русские составляли 82 % из 510 чел.